# Manga de Clavo
Manga de Clavo, emplacement historique du début du XIXe siècle, fut l'une des propriétés les plus célèbres et l'hacienda préférée d'Antonio López de Santa Anna.
À cet endroit, il vit et prend des décisions majeures pour son pays, étant quasiment la maison du gouvernement jusqu’à l’incendie causé par l'armée des États-Unis pendant la Guerre américano-mexicaine de 1847 à 1848, n'étant jamais restaurée.
« Impossible de penser à Santa Anna sans penser à Manga de Clavo. »

## Histoire
Santa Anna acheta l'Hacienda de Manga de Clavo en 1825. Il l'agrandit pendant les années où son influence dans la région est importante, y compris les années pendant lesquelles il est Président de la République. Il possédait de nombreuses propriétés dédiées à l’élevage qui allaient du port de Veracruz jusqu’à Jalapa, ce qui lui conférait un emplacement stratégique du point de vue géographique, militaire, politique et commerciale.
Pour Santa Anna, Manga de Clavo était un lieu de repos, divertissement et plaisir, idéal pour l’intrigue et le complot et aussi un refuge dans les moments d’adversité et de défaite. De nombreuses fois il se dirigea à Manga de Clavo depuis la capitale du pays, en abandonnant la responsabilité du pouvoir présidentiel pour sentir la tranquillité de ses propriétés.
Ce fut précisément dans l’un des terrains de Manga de Clavo où la jambe gauche du général Santa Anna fut enterrée. Celui-ci l’avait perdue le 5 décembre 1838, lors la Guerre des Pâtisseries, au port de Veracruz où il fut blessé. Elle resta à cet endroit jusqu’à son déplacement au cimetière de Santa Paula dans la ville de México.
La marquise Calderón de la Barca, épouse de Ángel Calderón de la Barca, ministre plénipotentiaire de l'Espagne au Mexique de 1838 à 1842, fut l’un des personnages étrangers les plus importants ayant visité Manga de Clavo. Dans un des passages de « La vida en México » nous trouvons une description du trajet de Veracruz à Manga de Clavo et de la réception du Général et de sa famille, étant l’un des rares témoignages qui existent sur l’Hacienda:
« Nous sommes arrivés à Manga de Clavo vers cinq heures, après la longue traversée des domaines naturels propriétés de Santa Anna. La maison est belle, de jolie apparence et très soignée. Nous avons été accueillis par un assistant en uniforme et divers officiers qui nous ont emmenés dans une chambre spacieuse, fraîche et agréable, meublée avec sobriété […] Peu après il fit son entrée le général Santa Anna en personne. Bel homme, habillé humblement, avec une nuance de sobriété dans son visage […] Jaunâtre, avec de beaux yeux noirs, regard doux et perçant et une expression intéressante dans son visage. Plus tard nous visitons les différentes chambres et bureaux, il n’y a pas de jardin dans la maison mais Santa Anna lui-même nous dit que les grands champs autour de la propriété étaient le jardin. »
Plus tard, la déclaration du Plan de Ayutla força la chute du gouvernement et l’exile définitif de Santa Anna en 1855, étant confisquées plusieurs de ses propriétés et Manga de Clava disparut peu à peu du paysage et de la mémoire.
Malgré les politiques agraires de la Révolution mexicaine qui finissent avec les grands domaines de l’époque, nous trouvons quelques indices de la survie de l’Hacienda pendant la dernière décennie du XIXe siècle. Sa destruction peut être arrivée entre 1920 et 1940, laissant les ruines que nous connaissons à nos jours.

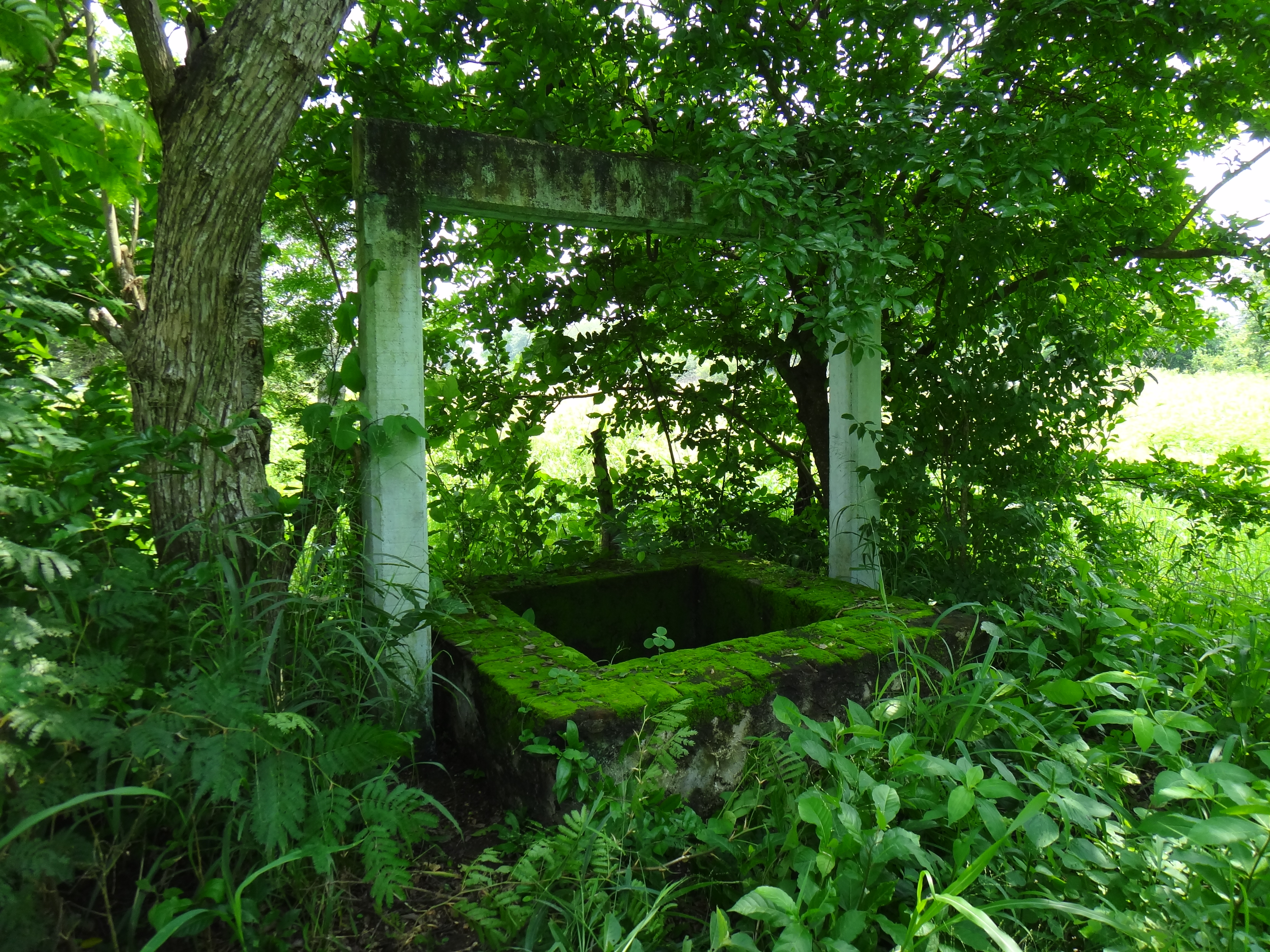
Vue sur le puits de Manga de Clavo (photographie : Hugo Fernández de Castro, 2014)

## Emplacement
L’emplacement où s’érigeait l’hacienda de Manga de Clavo se trouve actuellement au village de Vargas, à 31 kilomètres du port de Veracruz. Il reste uniquement quelques ciments et pierres entre la maison et le puits. 
Ces vestiges furent visités en 1967 par Roberto Williams García, professeur et chercheur de l’environnement culturel de Veracruz :
« ...j’ai demandé où se trouvait Manga de Clavo et ils me l’ont indiqué à environ deux cents mètres de la voie ferrée, à proximité de petites maison en bois, dans un buisson peu feuillu [...] Près de cet endroit se trouve « le puits de Santa Anna », sans rebord et avec vingt-et-un mètre de profondeur. On raconte qu’à la moitié de ce puits il y avait une porte, donnant accès à un passage ou un tunnel... »
Le village de Vargas se construit au début du XXe siècle atour des restes de Manga de Clavo, raison pour laquelle les preuves de sa véritable trace ont disparu. La grande maison et les bâtiments adjacents furent détruits peu à peu ne laissant que des ruines au niveau du sol.
C’est pour cette raison que nous ne pouvons pas déterminer l’emplacement exact de l’Hacienda, étant certaines informations sur l’emplacement original que nous trouvons dans des livres d’histoires, des archives, de pages web ou des réseaux sociaux, incorrectes. Certains milieux intellectuels, chroniqueurs enthousiastes ou des habitants de la région la confondent souvent avec d’autres exploitations, principalement Paso de Varas à proximité de Puente Nacional et de El Lencero, propriétés aussi de Santa Anna encore visibles de la campagne de Veracruz.